# Civrieux
Civrieux är en kommun i departementet Ain i regionen Auvergne-Rhône-Alpes i östra Frankrike. Kommunen ligger  i kantonen Reyrieux som ligger i arrondissementet Bourg-en-Bresse. Kommunens areal är 19,76 km². År 2022 hade Civrieux 1 986 invånare.

## Befolkningsutveckling
Antalet invånare i kommunen Civrieux
Referens: INSEE